# James Allsup
James Orien Allsup (Beaverton, 7 de septiembre de 1995) es un comentarista político estadounidense alt-right, podcaster y antiguo youtuber. Allsup ha sido descrito como un supremacista blanco. Ha declarado que prefiere el término "nacionalista estadounidense". Fue miembro del American Identity Movement, una organización nacionalista blanca y neonazi, hasta que se disolvió en 2020.  Allsup emite actualmente para la red neonazi The Right Stuff.
En 2015, Allsup fue elegido presidente de la sección de la Universidad Estatal de Washington de los Republicanos Universitarios. En agosto de 2017, Allsup asistió a la manifestación neonazi Unite the Right en Charlottesville (Virginia), principalmente para grabar los eventos para su canal de YouTube. Después de que la manifestación se volviera violenta, dimitió como presidente de los Republicanos Universitarios de la WSU en 2017, antes de ser reelegido más tarde, en noviembre del mismo año. No pudo ocupar el cargo por las normas de la universidad, ya que se iba a graduar.
En junio de 2018, fue elegido para la posición menor de un oficial del comité de distrito electoral para el Condado de Whitman, el Partido Republicano de Washington. El 7 de enero de 2019, el Comité Central Republicano del Condado de Whitman votó por unanimidad para expulsar a Allsup del partido. Aunque oficialmente mantendrá el título de oficial del comité de precinto, todo su poder en esa posición ha sido despojado, incluyendo su derecho de voto. 

## Biografía
Allsup se graduó de la Escuela Secundaria de Bothell en 2014, y luego se matriculó en la Universidad Estatal de Washington en Pullman. Mientras asistía a la WSU fue presidente de los Republicanos Universitarios y fue anfitrión de eventos que trajeron a la universidad a candidatos republicanos como Bill Bryant y Chris Vance.

### Presidente de los Republicanos Universitarios de la WSU
Allsup fue elegido presidente del capítulo de Republicanos Universitarios de la WSU en 2015, y permaneció como presidente hasta su renuncia el 14 de agosto de 2017. Según un estudiante que asistió a las reuniones de la organización, Allsup cambió drásticamente la naturaleza de la organización.
En enero de 2017 Allsup hizo arreglos para que el periodista Milo Yiannopoulos hablara en la WSU; el evento terminó siendo cancelado debido al clima. El Presidente de la Unión Mundial de Jóvenes Demócratas, Gavin Pielow, continuó organizando un programa de "Civismo 101" que fue planeado como un "evento alternativo" a la visita planeada de Milo.
Como Presidente de los Republicanos Universitarios, Allsup participó consistentemente en debates en foros públicos con su contraparte Gavin Pielow. En la primavera de 2017, el senador Kevin Schilling de ASWSU moderó un debate entre Allsup y Pielow en el que ambos discutieron la participación de Rusia en la administración del presidente Donald Trump, las confirmaciones de la Corte Suprema, la política exterior de Estados Unidos, el muro fronterizo propuesto entre Estados Unidos y México, el presupuesto nacional y el cuidado de la salud. Los debates entre los republicanos universitarios de Allsup y los jóvenes demócratas de Pielow se remontan a octubre de 2016.
En 2016, Allsup sirvió como Coordinador del Estado de Washington para Estudiantes para Rand, la división juvenil de la campaña presidencial de Rand Paul.

### Estudiantes por Trump
Después de la suspensión de la campaña de Paul, Ryan Fournier contrató a Allsup como asesor principal de Estudiantes por Trump, una organización política sin ánimo de lucro con sede en Campbell, Carolina del Norte, que apoya la campaña presidencial de Donald Trump, no afiliada a la organización oficial de la campaña.
Allsup ayudó a organizar la construcción del "Muro de Trump", en la Universidad de Washington (UW), el 9 de mayo de 2016. La pared era de 10 por 8 pies (3.0 por 2.4 m) y fue construida de madera contrachapada, pintada para asemejarse a una pared de ladrillo, con las frases "Blue Lives Matter" y "Make America Great Again" pintadas en el frente. El evento, que fue coorganizado por los Estudiantes por Trump, y por los Republicanos Universitarios de la UW, fue recibido por unos 100 manifestantes. Allsup declaró que el mensaje que se pretendía transmitir con el evento era "que necesitamos tener una política de inmigración fuerte y hacer cumplir la ley", y con respecto a la exposición que el evento generó, que "la razón por la que la gente se manifiesta es por la exposición, ya sea en los medios de comunicación o de otro tipo".
En enero de 2017, asistió a una celebración de inauguración frente al Club Nacional de Prensa en el centro de Washington D. C., donde declaró que había sido atacado por un manifestante con un asta de bandera.

### ManifestaciónUnite the Righty sus secuelas
Allsup asistió a la manifestación Unite the Right en Charlottsville el 12 de agosto de 2017. En el mitin, documentó los hechos y pronunció un discurso en defensa de los manifestantes. Allsup fue abierto sobre su participación en la manifestación, incluyendo su plan de hablar, que fue interrumpido por los manifestantes de izquierda. El lunes después del mitin, renunció a su puesto como jefe del grupo de Republicanos Universitarios en la WSU, un movimiento que dijo que había sido planeado con anticipación pero que posteriormente se había acelerado. En una entrevista con el KREM, dijo que asistió al mitin "en calidad de medio de comunicación" y que uno de sus organizadores le pidió inesperadamente que hablara. También dijo que no estaba de acuerdo con la violencia que allí ocurrió y con los símbolos de odio, como las esvásticas, que mostraban algunos de los asistentes al mitin. Después de asistir al mitin en Charlottesville, fuentes anónimas informaron que había subido un video que documentaba sus experiencias allí, el cual fue retirado casi inmediatamente.
Las imágenes de Allsup asistiendo al mitin publicadas en los medios sociales condujeron a demandas en las plataformas de medios sociales que la WSU expulsó a Allsup, incluyendo una petición. Allsup declaró en Twitter que si los administradores de la universidad lo expulsaran, resultaría en una "enorme demanda de derechos civiles para mí". A partir de la semana del 14 de agosto, no estaba inscrito en clases para el semestre de otoño en la WSU.

### Redes sociales
La cuenta de Allsup en Twitter fue suspendida el día de Navidad de 2017. En el momento de la suspensión, su cuenta tenía 24.000 seguidores.
En agosto de 2019, se eliminaron las cuentas de Instagram y Facebook de Allsup. Según Facebook, esto fue "por violar nuestras políticas contra organizaciones e individuos peligrosos". Su canal de YouTube también se desmonetizó en esta época. Varios días después, el canal fue uno de varios que Google eliminó de YouTube como parte de un cambio de política para eliminar el contenido afiliado a la supremacía blanca. En el momento de su eliminación, el canal tenía más de 450.000 suscriptores. En septiembre de 2019, Allsup se convirtió en coanfitrión del podcast Fash The Nation presentado por The Right Stuff.

## Vistas
Allsup se ha descrito a sí mismo como un "paleoconservador" y un "libertario de derechas". Ha sido descrito como un nacionalista blanco por The Atlantic. y como una "figura en ciernes de la derecha alternativa" por The Washington Post. Fue escritor conservador de Liberty. Argumenta que no es un nacionalista blanco. Poco después d0e dimitir como presidente de los Republicanos Universitarios de la WSU, dijo a KCPQ: "He condenado totalmente al KKK, he condenado totalmente a los nazis, todo ese tipo de cosas". Según el Centro Legal sobre la Pobreza Sureña, Allsup "...aboga por el avance del nacionalismo blanco a través de la infiltración del Partido Republicano en lugar de la acción radical y revolucionaria favorecida por los grupos vanguardistas en la franja extrema."
En mayo de 2017 expresó su apoyo a los puntos de vista del psicólogo Richard Lynn, un profesor de la Universidad del Úlster conocido por su creencia en las diferencias raciales en la inteligencia.